# Winnertzia striaticollis
Winnertzia striaticollis är en tvåvingeart som beskrevs av Jean-Jacques Kieffer 1901. Winnertzia striaticollis ingår i släktet Winnertzia och familjen gallmyggor. Inga underarter finns listade i Catalogue of Life.